# 北カレリア国

アルハンゲリスク・カレリア暫定政府
Северокарельское государство Временное правительство Карелии

北カレリア国（ロシア語: Северокаре́льское госуда́рство）は、1919年ごろ、現在のロシア、カレリア共和国からアルハンゲリスク近郊に存在した独立志向の組織、アルハンゲリスク・カレリア暫定政府が構想していた国家。
1917年の2月革命、そして10月革命以降ロシア国内では各地で独立運動が巻き起こった。フィンランドや現在カレリア共和国も例外でなく、フィンランドは独立し、内戦を経たものの西カレリア以西の多くの領土はフィンランドの領土となった。しかしながら、東カレリア以東にもロシア人だけでなくフィン人も住んでおり、さらにカレリアにアイデンティティーを持つ人々も存在し、このためこの地域にも独立志向を持つものもいた。
この当時、イギリスは白ロシア軍を援護するためにムルマンスクからアルハンゲリスクにかけて軍を派遣しており、この地域に白軍派の北ロシア政府がおかれていた。イギリスはフィンランドにも兵力の拠出を求めており、これに対してフィンランド側は独立の承認、北海沿海のペッツァモと東カレリアの領有主張と引き換えに義勇軍をカレリアに進めた。東カレリアにフィンランド軍が進出すると、この地域で独立志向を持った地域政府が組織され、フィンランドと同盟を結んだ共和制の独立国家の樹立の方針を立てた。首都は現在のロシア、カレワラ市(フィンランド語でUhtua)に置かれた。
しかし、後方に赤軍兵が進入したためフィンランド軍は撤退せざるをえなくなった。その後もこの地域ではしばらくの間フィンランドとロシアの戦闘が続いたが、フィンランド軍が継続的に影響力を与え続けることは出来なかった。このため、この国家は国際的な承認を得ることが無いままに消滅した。赤軍に占領されたのち、この地域にはカレリア自治ソビエト社会主義共和国が結成された。